# آرون (ویرجینیای غربی)
آرون، غرب ویرجینیا (به انگلیسی: Aarons, West Virginia)یک محدوده ثبت‌نشده در ایالات متحده آمریکا است که در ویرجینیای غربی واقع شده‌است.